# Austrophlebia
Austrophlebia (лат.) — род стрекоз из семейства коромысел (Aeshnidae) или Telephlebiidae. Это очень крупные стрекозы с яркими жёлтыми отметинами на груди. Эндемики восточного побережья Австралии, распространены на территории штатов Виктории, Квинсленда и Нового Южного Уэльса.
Типовой вид рода Austrophlebia costalis известен способностью летать рекордно быстро — со скоростью до 97 км в час.

## Классификация
С момента описания в 1916 по 1996 год род считался монотипическим, но 1996 году Günther Theischinger выделил северную популяцию Austrophlebia costalis в отдельный вид — Austrophlebia subcostalis. На август 2018 года в род включают два вида:
- Austrophlebia costalis (Tillyard, 1907)
- Austrophlebia subcostalis Theischinger, 1996